# Billie Joe Armstrong
Billie Joe Armstrong (n. 17 februarie 1972, Oakland, California) este solistul vocal, principalul compozitor și chitarist al trupei Green Day. De asemenea, este chitaristul trupei rock Pinhead Gunpowder și cântă alături de trupa Foxboro Hot Tubs. A fost și liderul vocal al trupei The Network.

## Primii ani ai vieții
Billie Joe Armstrong a crescut în Rodeo, California, fiind cel mai tânăr dintre cei șase frați ai familiei. Tatăl său, Andy Armstrong, a fost un jucător de baseball retras din competiții și interpret de jazz și a lucrat ca barman și șofer de camion pentru a-și întreține familia. A murit de cancer la 10 septembrie 1982, când Billie avea 10 ani. Piesa „Wake Me Up When September Ends” reprezintă un omagiu adus tatălui său. Ollie, mama sa, a lucrat la „Rod's Hickory Pit”, loc în care Billie și Mike Dirnt au avut primele lor încercări muzicale.
Interesul lui Billie Joe Armstrong pentru muzică a început la o vârstă fragedă. El a înregistrat o piesă, intitulată „Look For Love”, la vârsta de cinci ani. În adolescență, la început a adoptat genul metal, însă mai apoi, după ce a ascultat piesa „Holidays in the Sun” a trupei Sex Pistols, a trecut la genul punk. A urmat Școala Elementară „Hillcrest” și liceele „John Swett” și „Pinole Valley”, pe ultimul părăsindu-l la 16 februarie 1990, cu o zi înainte de a împlini vârsta de 18 ani, pentru a se dedica carierei muzicale.

## Cariera muzicală
În 1987, Armstrong, alături de Mike Dirnt, a pus bazele trupei „Sweet Children”. La început, Dirnt și Armstrong erau amândoi la chitară, alături de o altă persoană la chitară și un anume Sean Hughes la chitară bas. După câteva încercări și o înregistrare demo (utilizată mai apoi în piesa Kerplunk!), Armstrong și Mike Dirnt au decis să îl coopteze pe Al Sobrante (la baterie) în 1988. În același timp, Dirnt a trecut la chitară bas și astfel au devenit o trupă compusă din trei membri. Trupa și-a schimbat numele în „Green Day” în aprilie 1989, ca urmare a preferinței deosebite a trupei pentru marijuana. În același an au înregistrat piesele „39/Smooth”, „1,000 Hours” și „Slappy”, ulterior combinate în piesa „Smoothed Out Slappy Hours”, cu studiourile de înregistrări „Lookout!”. Ulterior, Tré Cool îl va înlocui pe Al Sobrante, la sfârșitul anului 1990, Al Sobrante părăsind trupa pentru a se înscrie la facultate. Tim Armstrong, liderul trupei de muzică punk Rancid l-a invitat pe Billie Joe Armstrong să se alăture trupei sale, lucru refuzat de Billie datorită progresului pe care îl făcuse cu trupa Green Day. Tré Cool a debutat în cel de-al doilea album al trupei, intitulat Kerplunk!. Cu Dookie, următorul album, trupa și-a înscris un loc fruntaș printre cele mai bune trupe rock ale anilor 1990-2000, cu peste 60 milioane albume în întreaga lume.
Pe lângă munca depusă alături de trupa Green Day și trupa Pinhead Gunpowder, Billie Joe Armstrong a colaborat cu numeroși artiști de-a lungul timpului. A colaborat la scrierea piesei „Unforgiven” pentru trupa „The Go-Go's” și a pieselor „The Angel and The Jerk" și „New Day” pentru Penelope Houston, fosta solistă a trupei Avengers. De asemenea, a colaborat la scrierea piesei „Radio”, alături de trupa Rancid și a contribuit, alături de Melissa Auf der Maur, la interpretarea piesei „Do Miss America” a lui Ryan Adams. Totodată, a produs un album pentru trupa „The Riverdales” și se zvonește că ar face parte din proiectul „The Network”, proiect în cadrul căruia a fost lansat albumul intitulat „Money Money 2020”, numeroși fani Green Day observând similaritatea dintre cele două trupe. Mai mult decât atât, albumul „Money Money 2020” a fost produs de Adeline Records, o companie de înregistrări la care Armstrong este co-proprietar.

## Instrumente muzicale folosite

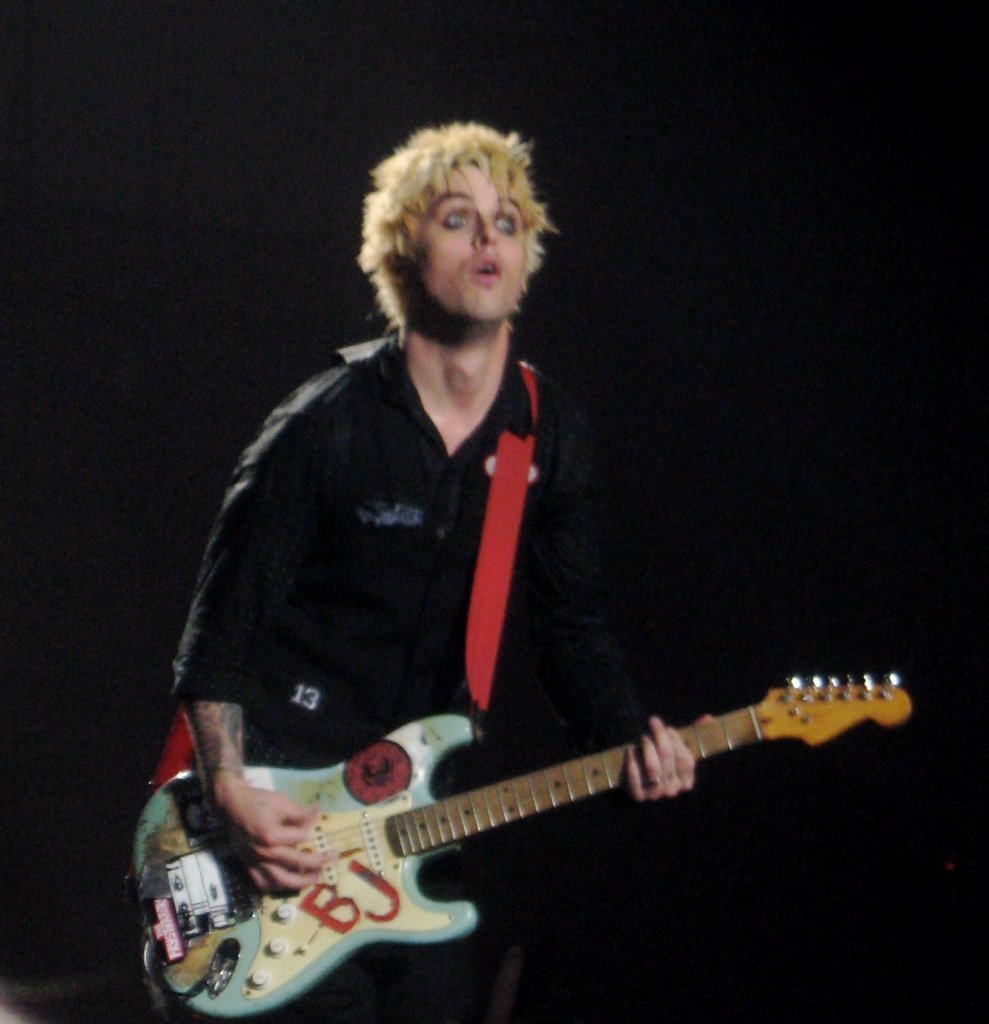
Billie Joe folosind una dintre chitările "Blue"

Prima chitară deținută de Armstrong a fost o chitară acustică Hohner de culoare roșie-cireș, pe care a primit-o de la tatăl său, lucru menționat în cartea Nobody Likes You: Inside the Turbulent Life, Times and Music of Green Day. Armstrong a primit prima chitară electronică, Fernando Stratocaster, pe care a numit-o „Blue”, când avea 11 ani. Armstrong a afirmat că a fost șocat când mama sa a cumpărat respectiva chitară de la profesorul său, știind faptul că familia nu și-o putea permite. A folosit această chitară din primele zile ale trupei și până în timpul primelor turnee majore. Armstrong deține mai multe replici ale chitarei pe care le folosește în concerte. De asemenea, deține și o serie de chitare „Gibson SG”.
În prezent, Armstrong folosește cu precădere chitare Gibson și Fender. Douăzeci din chitarele sale Gibson sunt modele Les Paul Junior, de la mijlocul anilor 1950. Colecția sa de chitare Fender include: Stratocaster, Jazzmaster, Telecaster și chitara „Blue”, o Fernandes. Armstrong a afirmat faptul că chitara sa preferată este chitara „Gibson Les Paul Junior” din 1956, pe care a numit-o „Floyd”. A cumpărat această chitară în anul 2000, chiar înainte de a înregistra albumul Warning.
De asemenea, Armstrong deține propria sa linie de chitare Les Paul Junior, semnate de firma Gibson, pe care le folosește adesea în turneele sale.

## Viața personală
În 1990, Armstrong a întâlnit-o pe Adrienne Nesser, pe care a luat-o de soție la 2 iulie 1994. A doua zi, Adrienne a descoperit că este însărcinată. Primul lor copil, Joseph „Joey” Armstrong, s-a născut la 28 februarie 1995. Adrienne este co-proprietară a studioului Adeline Records, alături de soțul său.
Armstrong s-a declarat bisexual, afirmând într-un interviu, în 1995, acordat revistei „The Advocate”: „Cred că am fost dintotdeauna bisexual. Adică e o latură de care am fost dintotdeauna interesat. Cred că oamenii se nasc bisexuali, iar părinții și societatea ne induc sentimentul că „O, nu pot face așa ceva”. Ei spun că e tabu. E impregnat în mintea noastră că e rău, când, de fapt, nu e rău deloc. E un lucru foarte frumos”. 
Armstrong este înregistrat ca votant al partidului Libertarian în statul California . Pentru o perioadă, Armstrong a adoptat un regim de alimentație vegetarian, însă a revenit asupra deciziei sale după unele scăderi de greutate semnificative .
Armstrong a fost arestat în ianuarie 2003 pentru că a condus sub influența alcoolului, testul de alcoolemie înregistrând o concentrație de 0,18, față de 0,08, cât este permis de lege. 
În aprilie 2007, Armstrong, alături de familia sa, și-a petrecut vacanța de primăvară lucrând pentru organizația „Habitat pentru Umanitate”. 
Billie Joe Armstrong îl susține pe Barack Obama în cursa prezidențială din America. Într-un număr al revistei Rolling Stone (care îl avea pe Barack Obama pe copertă) a fost publicat un articol care se deschide printr-un citat al lui Billie Joe Armstrong.

## Premii
Premiul „Esky” al revistei Esquire, Premiile Muzicale „Esky”, aprilie - 2006.
Premiul pentru cel mai bine îmbrăcat artist și Eroul anului decernat de revista Kerrang!, 2005
Premiul pentru cel mai bun solist, Premiile muzicale California, 2001 și 2004
Premiul pentru cea mai bună trupă, Premiile Nickelodeon's Kid's Choice, aprilie 2005 și 2006
Premiul pentru cea mai bună piesă, „Wake Me Up When September Ends”, Premiile Nickelodeon's Kid's Choice, aprilie 2006
Premiul Grammy pentru cel mai bun album, American Idiot, februarie – 2005
Premiul Grammy pentru piesa anului, „Boulevard of Broken Dreams”, februarie – 2006
Premiul pentru cea mai bună reprezentație de muzică alternativă, Dookie, februarie – 1995
Șase premii MTV VMA Moonmen pentru piesa „Boulevard of Broken Dreams” și un premiu pentru American Idiot, august – 2005
Două premii American Music Awards pentru cel mai bun album pop-rock (American Idiot) și pentru cel mai bun artist de muzică alternativă, noiembrie – 2005
Două premii ASCAP Honor Awards pentru cea mai bună voce și pentru piesa anului („Boulevard of Broken Dreams”), mai – 2006
Două premii MTV Europe Awards pentru cel mai bun album și pentru cea mai bună trupă rock, noiembrie – 2005
Premiul Grammy pentru cel mai bun album rock, „21st Century Breakdown”, februarie 2010

## Discografie
Green Day
1,039/Smoothed Out Slappy Hours (1990) – solist, chitară
Kerplunk! (1992) – solist, chitară, baterie la piesa „Dominated Love Slave”
Dookie (1994) – solist, chitară, percuție pentru piesa „All By Myself”
Insomniac (1995) – solist, chitară
Nimrod (1997) – solist, chitară, armonică pentru piesa „King for a Day”
Warning (2000) – solist, mandolină, chitară, armonică pentru piesa „Minority”
Shenanigans (2002) – solist, chitară, armonică
American Idiot (2004) – solist, chitară, armonică
21st Century Breakdown (2009) - solist,chitară,armonică
¡Uno!, ¡Dos!, ¡Tre! (2012) - solist,chitară,armonică
```
Pinhead Gunpowder
```

Solist și chitară pentru toate albumele 
Fahiza EP (1992)
Jump Salty (1995)
Carry The Banner (1995)
Goodbye Ellston Avenue (1997)
Shoot The Moon EP (1999)
8 Chords, 328 Words EP (2000)
Compulsive Disclosure (2003)
The Network
Money Money 2020 (2003) – solist, chitară
Foxboro Hot Tubs
Stop Drop and Roll (2008) – solist, chitară
Adelleda
A Reasonable Explanation For Life (2008) – producător
Wikimedia Commons are legături înspre: 
Billie Joe Armstrong
• Green Day site oficial (în limba engleză)
• Green Day Idiot Club (în limba engleză)
• Billie Joe Armstrong pe Internet Movie Database (în limba engleză)
• Billie Joe Armstrong Signature Les Paul Junior

Green Day
Billie Joe Armstrong • Mike Dirnt • Tré Cool
Jason White • Jason Freese • John Kiffmeyer
Albumuri de studio: 39/Smooth • Kerplunk • Dookie • Insomniac • Nimrod • Warning • American Idiot
Compilații: 1,039/Smoothed Out Slappy Hours • International Superhits! • Shenanigans
Albume live: Live at Gilman Street • Live Tracks • Bowling Bowling Bowling Parking Parking • Foot in Mouth • Tune in, Tokyo... • Bullet in a Bible
DVD-uri: International Supervideos! • Riding in Vans with Boys • Bullet in a Bible
Single-uri: "Longview" • "Welcome to Paradise" • "Basket Case" • "She" • "When I Come Around" • "J.A.R." • "Geek Stink Breath" • "Stuck with Me" • "Brain Stew"/"Jaded" • "Walking Contradiction" • "Hitchin' a Ride" • "Good Riddance (Time of Your Life)" • "Redundant" • "Nice Guys Finish Last" • "Minority" • "Warning" • "Waiting" • "Macy's Day Parade" • "Poprocks & Coke" • "I Fought the Law" • "American Idiot" • "Shoplifter" • "Boulevard of Broken Dreams" • "Holiday" • "Wake Me Up When September Ends" • "Jesus of Suburbia" • "The Saints Are Coming" • "Working Class Hero" • "The Simpsons Theme"

## Citate celebre
- Are you canadian? Oh, okay, 'cause you're sure as hell acting like one right now."(Ești canadian? Oh, ok, pentru că imiți unul al dracului de bine.)
- "A guy walks up to me and asks 'What's Punk?'. So I kick over a garbage can and say 'That's punk!'. So he kicks over the garbage can and says 'That's Punk?', and I say 'No that's trendy!' (Un tip a venit spre și m-a întrebat "Ce este punk?". Atunci am lovit un gunoi și am spus "Ăsta e punk!". Și atunci și el lovi coșul și spuse "Ăsta e Punk?", și eu răspund "Nu, ăsta e trendul".
- "Well, you know, I look at myself in the morning and yes, yeah I-I am a God." (M-am uitat azi dimineață la mine, și daa sunt un zeu.)
- "I hate celebrities. I really hate them." (Urăsc celebritățile, chiar le urăsc.)
- "Never run in the rain with your socks on." (Niciodată nu fugiți în ploaie, cu șosete în picioare.)
- "It's my life and you know what? Nobody invited you so there's the door." (E viata mea și știi ce? Nimeni nu te-a invitat iar ușa e acolo.)
- "Ladies have a bad taste in men. I'm not that good looking." (Doamnele au un gust prost la bărbați. Eu nu arăt atât de bine)
- "There's nothing wrong with being a loser. It just depends how good you are at it." (nu e nimic în neregulă cu a fi un ratat. doar depinde cât de bun ești la asta.)